# 中越銀行
中越銀行（ちゅうえつぎんこう）は、富山県砺波市に本拠を構えた北陸銀行の前身の一つ。
1894年（明治27年）11月17日に創立総会を開いて同年12月12日に設立認可を受け、翌年1895年（明治28年）1月4日に株式会社中越銀行を開業した。
1921年（大正10年）10月25日には、当行と岩瀬銀行、魚津銀行、越中銀行、黒東銀行、小杉銀行、実業銀行、新湊貯蓄銀行、第四十七銀行、大正昼夜銀行、高岡貯金銀行、礪波銀行、富山銀行、永守貯蓄銀行、氷見銀行、伏木貯蓄銀行、本郷貯蓄銀行の17行の貯蓄銀行業務を統合するため、共同で富山合同貯蓄銀行を設立し、その業務を譲渡した。
1939年（昭和14年）4月30日に石川県の金沢商業銀行を合併し、翌年1940年（昭和15年）10月28日には森田銀行、敦賀銀行、二十五銀行の4行合併が福井市に本店を置くことに嶺南地方の敦賀銀行と二十五銀行が反対して頓挫していた福井県の第五十七銀行を買収して合併するなどして北陸3県に営業基盤を構えた。
戦争遂行のための国策として「一県一行」の方針が採られたことから富山市を拠点としていた十二銀行と（2代目）富山銀行や高岡市を中心に営業していた高岡銀行と合併して北陸銀行となり、その歴史に終止符を打った。

## 沿革
- 1894年（明治27年）
  - 11月17日：創立総会を開催[2]
  - 2月12日：設立認可を受ける[2]
- 1895年（明治28年）1月4日：開業[2]
- 1921年（大正10年）10月25日：17行共同で富山合同貯蓄銀行を設立し、貯蓄銀行業務を譲渡して統合[2]
- 1939年（昭和14年）4月30日：石川県の金沢商業銀行を合併[2]
- 1940年（昭和15年）10月28日：福井県の第五十七銀行を買収して合併[2]
- 1943年（昭和18年）
  - 7月27日：十二銀行と高岡銀行、（2代目）富山銀行との4行により新設合併する北陸銀行の設立総会を開催[2]
  - 7月31日：北陸銀行が開業[2]